# 服部想之介
服部 想之介（はっとり そうのすけ、12月17日 - ）は、日本の男性声優。群馬県出身。青二プロダクション所属。

## 略歴
声優を目指したきっかけの作品は『CLANNAD』。大学受験に失敗し浪人生活をしていた頃、友人の影響で深夜アニメを見始めた時に同作品から感銘を受けたという。
青二塾東京校2部16期出身。
YouTubeおはうさチャンネル。声優の大町知広、服部想之介、梅田修一朗、澤田龍一の4人が個人的に立ち上げた動画チャンネル。（2019年7月-2021年8月31日定期配信無期限中止。）
2022年9月22日YouTube 『そうのすけchannel♪』開設。
2024年3月13日Twitch 『そうのすけ_』開設。

## 人物
趣味は読書、サッカー、ロードバイク、散歩。特技はサッカー。
愛称は「そうちゃん」「のすけ」。「のすけ」は、自身が担当する『Readyyy!』の真田淳之介と自身の名前が由来である。
姉は舞台役者。

## 出演
太字はメインキャラクター。

### テレビアニメ
2015年
- ドラゴンボール超（2015年 - 2016年、歩行者、兵士、民間人）
- ONE PIECE 〜アドベンチャー オブ ネブランディア〜

2016年
- ONE PIECE（2016年 - 2017年、海兵、島民、国民、猛者、男 他）
- 美少女戦士セーラームーンCrystal Season III（男子生徒、男、ダイモーン）
- タイガーマスクW（2016年 - 2017年、レフリー〈日本〉、若手、観客、若手レスラー、看護師 他）
- マジきゅんっ!ルネッサンス（男子生徒）
- 私がモテてどうすんだ（学級委員、ほら貝メガネ）
- 夏目友人帳 伍（祓い人たち、畑中、人顔の妖怪）
- クラシカロイド（人々）

2017年
- 銀の墓守り（2017年 - 2018年、取り巻きC、カップルB、プレイヤー3、公式アナウンス、男B 他） - 2シリーズ
- 正解するカド
- ONE PIECE エピソードオブ東の海 〜ルフィと4人の仲間の大冒険!!〜

2018年
- お前はまだグンマを知らない（車内アナウンス、クラスメイトA、男子生徒）
- あまんちゅ!〜あどばんす〜（客、男子、生徒）
- Caligula -カリギュラ-（弓田重雄、取り巻きB、デジヘッド）
- ウマ娘 プリティーダービー（観客）
- バキ（客）
- Free!-Dive to the Future-（三坂犬彦）
- SSSS.GRIDMAN（現場男性リポーター） - 2023年に劇場総集編公開
- 東京喰種トーキョーグール:re（有馬夕乍、葉月ハジメ）
- 寄宿学校のジュリエット（男子生徒）

2019年
- 3D彼女 リアルガール（男子生徒）

2020年
恐竜少女ガウ子　シーズン1、2（トシオ）
2022年
- 東京ミュウミュウ にゅ〜♡（剣道部員）
- 虫かぶり姫（護衛、書庫室役人）
- デジモンゴーストゲーム（2022年 - 2023年、男性、児雷也レッド）

2024年
- 死神坊ちゃんと黒メイド（若者B）

2025年
- アサティール2 未来の昔ばなし（相手チームFW）

### 劇場アニメ
- 好きになるその瞬間を。〜告白実行委員会〜（2016年）
- 劇場版 Free!-Timeless Medley-（2017年、三坂犬彦）
- 劇場版 Free!-Road to the World-夢（2019年、三坂犬彦）
- 劇場版　僕のヒーローアカデミア　THE MOVIE　ヒーローズ：ライジング（2019年）

### OVA
- 恋と嘘（2017年、莉々奈の曾祖父（若い時））※コミック8巻DVD付き限定版「一生の恋」「恋の気持ち」より[10]

### Webアニメ
- トミカハイパーシリーズ NEXT STAGE（2016年、ホワイトホープ）
- FASTENING DAYS 2（2016年、船員A）
- 拡張少女系トライナリー（2017年、通信、生徒A、警官）

### ゲーム
2015年
- 三国大戦スマッシュ!
- デジモンストーリー サイバースルゥース（闇マーケットの売人）
- モンスター烈伝 オレカバトル（天地騎士クレイ）
- MUSECA（レッドカーペット）

2016年
- ダンジョンストライカーG（ピノ 他）
- HIDE AND FIRE（レッド）
- ペルソナ5

2017年
- ゼノブレイド2

2018年
- ゴッドイーター3（主人公）
- 真・三國無双8（民）
- 共闘ことばRPG コトダマン（ハレノヒ、キリュウ、ハイスイ陣）

2019年
- Readyyy!（真田淳之介）
- ペルソナ5 ザ・ロイヤル
- ホップステップジャンパーズ（風刃のハク）

2021年
- ときめきメモリアル Girl's Side 4th Heart（本多行）

2022年
- コードギアス 反逆のルルーシュ ロストストーリーズ
- Fragment's Note+（藤倉一秀）
- Fragment's Note+ AfterStory（藤倉一秀）

2023年
- 時空の絵旅人（シカン、ハメル、フレイ、）

2025年
- あんさんぶるスターズ!! Basic / Music（甘楽チトセ） - 2作品

### ドラマCD
- 恐竜少女ガウ子（2016年、トシオ）
- 水俣初恋ポッドキャスト（2016年、中津川忠〈若い頃〉）
- 闘影 ジ・カイザー（2017年、ジュン・ホッパ）
- タイガーマスクW×湘南乃風 オリジナルシナリオドラマCD（2017年、ミスター・ノオ）
- Clock over ORQUESTA 1stAlbum 「CLOQUESTA」（2021年、小豆沢三斗）
- むかば図書館　第19巻（2023年）

### BLCD
- 生意気ヒエラルキー（2016年、）

### ボイスコミック
- マガジンチャンネル（男性役[20]）
  - フェチップル
  - 将棋の渡辺くん
  - 花園さんちのふたごちゃん
  - 陽子さん、すがりよる。
  - マコさんは死んでも自立しない
  - 僕たちは繁殖をやめた
  - メイドの岸さん
  - 男子高校生を養いたいお姉さんの話
  - 世が夜なら！
  - 甘神さんちの縁結び
  - 無二の一撃
  - ようかい居酒屋 のんべれケ。
  - 29歳独身中堅冒険者の日常
  - カナン様はあくまでチョロい
  - 菌と鉄
  - 梅雨に差す
  - 味方が弱すぎて補助魔法に徹していた宮廷魔法師、追放されて最強を目指す
  - 黒岩メダカに私の可愛いが通じない
  - いじめるヤバイ奴
  - 僕の彼女は最高です!
  - 五輪の女神さま ~なでしこ寮のメダルごはん~
  - ひゃくえむ
  - 女神のカフェテラス
  - 蒼く染めろ
  - 幼馴染とはラブコメにならない
  - きみとピコピコ
  - 生徒会にも穴はある！
  - 賢者が仲間になった！
  - 東大リベンジャーズ
  - 信じていた仲間達にダンジョン奥地で殺されかけたがギフト『無限ガチャ』でレベル９９９９の仲間達を手に入れて元パーティーメンバーと世界に復讐＆『ざまぁ！』します！
  - もののけの乱
  - 真夜中ハートチューン
  - 陰陽事変
  - BRAVE BELL
  - 兎山女子高校2年1組!!

他多数…
- ちゃおチャンネル
  - 少女マンガのヒーローになりたいのにヒロイン扱いされる俺。（2023年、男子生徒[21]）

### オーディオブック
- 鋼馬章伝（2022年）[22]

### 吹き替え

#### ドラマ
- トランスペアレント シーズン3（カール）

### CM
- NAIN Zeeny 『星野源のオールナイトニッポン』内ラジオCM（2020年、男性[23]）
- final COTSUBU for ASMR 『JUMP OVER』内ラジオCM（2021年）[24]
- ソントン食品工業 ファミリーカップ WebCM（2024年、パン[25]）

### ラジオ
※はインターネット配信。
- Readyyy! Ohhh!（2019年、音泉※）
- かみしんラジオ#13[26]）、14[27]）（2022年、YouTube※）
- 青山二丁目劇場内オリジナルドラマ「新人なもので」（2019年10月28日、文化放送）
- 青山二丁目劇場内オリジナルドラマ「定食屋」（2020年6月22日、文化放送）
- 青山二丁目劇場内オリジナルドラマ「子供の部屋」（2021年8月30日、文化放送）
- 青山二丁目劇場内オリジナルドラマ「マウンティングガール・ルッキングボーイ」（2024年5月20日、文化放送）

### テレビ番組
※はインターネット配信。
- 世界・ふしぎ発見!（2017年6月3日、TBS）
- 声優!五味洸一と服部想之介のSRP☆（SHOWROOM※）パーソナリティ
- 猫のひたいほどワイド（2019年4月1日− 2020年3月23日、テレビ神奈川）猫の手も借り隊 月曜レッド[28]
- 実況×解説！ざわつきバラエティ「声優育成委員会」第一回、第二回（2021年、BSフジ） [29]
- こーすけとそーのすけの0から始める音楽生活[30][31]（2021年、ONSTAGE※）
- ビリヤニ〜異国グルメの世界〜（ナレーション、2024年12月1日− 群馬テレビ）[32]
- アニメの星（メインMC、2025年6月17日− 群馬テレビ）[33]

### ボイスオーバー
- 日本賞（NHK）
- 月曜から夜ふかし（日本テレビ）
- 7つの海を楽しもう!世界さまぁ〜リゾート（TBS）
- 村上信五とスポーツの神様たち（フジテレビ）
- モーガンフリーマンが語る宇宙（ディスカバリーチャンネル）

### メディアミックス
- 燈の守り人（2020年 - 、長岡叶夜[34]）
- Clock over ORQUESTA（2021年 - 、小豆沢三斗（青年）[35][36]）
- URAMITE!（2021年 - 、小豆沢三斗[37]）
- 神神化身（2021年 - 、七生千慧[38]）

### 朗読劇
- 光る猫爪　朗読劇（2021年）[39]
- 大衆朗読劇「白波五人男」（2022年、）

### その他コンテンツ
- 恋するオプション〜基本仕様と呼ばないで!〜（2017年、箔堂煌一[40]、小口染五郎）
- しらスタ（2019年 [41]）
- 酒男子チャンネル（2019年 - 、ヤサカ[42]）

## ディスコグラフィ

### キャラクターソング
| 発売日   | 商品名                                                                                  | 歌 | 楽曲                                                         | 備考                                                                 |
| 2018年   | 2018年                                                                                  | 2018年 | 2018年                                                       | 2018年                                                               |
| -------- | --------------------------------------------------------------------------------------- | --- | ------------------------------------------------------------ | -------------------------------------------------------------------- |
| 4月14日  | Readyyy! Project                                                                        | 摩天ロケット | 「キミが見た空は」                                           | ゲーム『Readyyy!』関連曲                                             |
| 6月3日   | Readyyy! Project 第2弾                                                                  | 摩天ロケット | 「スタートライン」                                           | ゲーム『Readyyy!』関連曲                                             |
| 9月22日  | Readyyy! Project 第3弾                                                                  | 摩天ロケット | 「Pendulum」                                                 | ゲーム『Readyyy!』関連曲                                             |
| 2019年   |                                                                                         | |                                                              |                                                                      |
| 3月27日  | Readyyy! Selections                                                                     | SP!CA、摩天ロケット、Just 4U、RayGlanZ、La-Veritta | 「Special Medley」                                           | ゲーム『Readyyy!』関連曲                                             |
| 8月17日  | Readyyy! 第4弾                                                                          | 摩天ロケット | 「Special Days」 「nineteen! feat.摩天ロケット -short ver-」 | ゲーム『Readyyy!』関連曲                                             |
| 2021年   |                                                                                         | |                                                              |                                                                      |
| 3月26日  | CLOQUESTA                                                                               | 小豆沢三斗 | 「ダイサンシャ」                                             | SNS連動型キャラクターソングプロジェクト『Clock over ORQUESTA』関連曲 |
| 12月22日 | Readyyy! 第5弾                                                                          | 摩天ロケット | 「ここにいるから」                                           | ゲーム『Readyyy!』関連曲                                             |
| 12月22日 | RE:motion ~この一瞬を、何度でも~                                                        | SP!CA、摩天ロケット、Just 4U、RayGlanZ、La-Veritta | 「 RE:motion ~この一瞬を、何度でも~」                        | ゲーム『Readyyy!』関連曲                                             |
| 2022年   |                                                                                         | |                                                              |                                                                      |
| 1月19日  | Clock over ORQUESTA First season BATTLE Vol.07 小豆沢三斗【cantabile － カンタビレ －】 | 小豆沢三斗 | 「雑音輪舞曲」                                               | SNS連動型キャラクターソングプロジェクト『Clock over ORQUESTA』関連曲 |
| 6月22日  | Readyyy! T.O.P Idol SHOW!! EP                                                           | Team Shine(柳川彗（CV: 古田一晟）, 高千穂亜樹（CV: 梅田修一朗）, 真田淳之介（CV: 服部想之介）, 綾崎小麦（CV: 安田駿）, 香坂安吾（CV: 三浦勝之） , 胡桃沢タクミ（CV: 観世智顕）) | ｢シグナル」                                                  | ゲーム『Readyyy!』関連曲                                             |
| 2023年   |                                                                                         | |                                                              |                                                                      |
| 7月30日  | Are you Readyyy？                                                                       | SP!CA、摩天ロケット、Just 4U、RayGlanZ、La-Veritta | 「Are you Readyyy？｣                                         | ゲーム『Readyyy!』関連曲                                             |
| 2024年   |                                                                                         | |                                                              |                                                                      |
| 12月12日 | Clock over ORQUESTA Third season BATTLE all for one【matinee -マチネ-】                 | 小豆沢三斗 | 「まちがいさがし」                                           | SNS連動型キャラクターソングプロジェクト『Clock over ORQUESTA』関連曲 |

## ライブ・イベント

### 合同ライブ
| 出演日             | タイトル                                                                               | 会場                             |
| ------------------ | -------------------------------------------------------------------------------------- | -------------------------------- |
| 2018年2月14日      | 『Readyyy!』プロジェクト2月14日制作発表vol.1                                           | 六本木ニコファーレ（東京都）     |
| 2018年3月14日      | 『Readyyy!』プロジェクト3月14日制作発表Vol.2                                           | 六本木ニコファーレ（東京都）     |
| 2018年4月14日      | 【セガフェス2018】『Readyyy!』ゴー☆ルドステージ Vol.0 〜僕ら、本格始動します！〜       | ベルサール秋葉原（東京都）       |
| 2018年4月28日      | 『Readyyy!』ゴー☆ルドステージ Vol.1 〜僕ら、明日に向かって歌います！〜                 | 原宿クエストホール（東京都）     |
| 2018年5月13日      | 『Readyyy!』ゴー☆ルドステージ Vol.2 〜僕ら、晴れやかにおもてなしします！〜             | よみうりホール（東京都）         |
| 2018年6月3日       | 『Readyyy!』ゴー☆ルドステージ Vol.3 〜僕ら、雨ニモマケズおもてなしします！〜           | よみうりホール（東京都）         |
| 2018年7月16日      | 『Readyyy!』ゴー☆ルドステージ Vol.4 〜僕ら、夏の太陽より熱くおもてなしします！〜       | よみうりホール（東京都）         |
| 2018年7月22日      | 『Readyyy!』ゴー☆ルドステージ Vol.4.5 〜僕ら、池袋で2日間おもてなしします！〜          | セガ池袋GiGO 7F（東京都）        |
| 2018年8月26日      | 『Readyyy!』ゴー☆ルドステージ Vol.5 〜僕ら、夜空の花火よりも盛大におもてなしします！〜 | よみうりホール（東京都）         |
| 2019年5月11日      | Readyyy! Happyyy! Partyyy! 2019                                                        | 日本消防会館（東京都）           |
| 2019年8月14日      | ディアプロ夏祭り〜OTODAMA de ソイヤ！〜                                                | OTODAMA SEA STUDIO（神奈川県）   |
| 2020年2月8日       | Readyyy! 2nd anniversary LIVE "THE NEW MOMENT"                                         | 恵比寿 The Garden Hall（東京都） |
| 2021年3月13日,14日 | Readyyy! 3rd anniversary Live “LINK THE MOMENT”                                        | Yokohama 1000 CLUB（神奈川県）   |
| 2022年2月13日      | Readyyy! 4th Anniversary Live "Twinkle of Protostars"                                  | 豊洲ピット（東京都）             |